# Boophis sambirano
Boophis sambirano és una espècie de granota de la família dels mantèl·lids endèmica de Madagascar.